# Hainanstraße
Die Hainanstraße, auch Qiongzhou-Straße (chinesisch 瓊州海峽 / 琼州海峡, Pinyin Qióngzhōu Hǎixiá, englisch Qiongzhou Strait) genannt, ist eine Meerenge zwischen der Leizhou-Halbinsel in Guangdong und der Inselprovinz Hainan im Süden Chinas. Sie verbindet den Golf von Tonking im Westen mit dem Südchinesischen Meer im Osten.

## Allgemeines
Die Breite der Hainanstraße beträgt etwa 15 bis 30 Kilometer, die durchschnittliche Tiefe ist 44 Meter, die maximale Tiefe liegt bei etwa 120 Meter.
Sie wird neuerdings auch von den Eisenbahnfähren der Yue-Hai-Bahn – Guangdong-Hainan-Bahn von Zhanjiang bis nach Sanya – überquert.

## Projekt

### Brücke über die Hainanstraße
2008 wurden Pläne bekannt für den Bau einer 140 Mrd. RMB (etwa 21 Mrd. $) teuren Brücke über die Meerenge. Sie sollte Ebenen für sowohl Züge als auch Autos haben und 26,3 km lang sein. Der Baubeginn war für 2012 geplant, aber die Brücke wurde bis 2018 nicht realisiert. Als Alternative wird ein Tunnel in Erwägung gezogen. Der derzeitige Fährverkehr über die Meerenge ist anfällig für Schließung bei Nebel und starker Taifun-Aktivität.